# Sân bay Bossangoa
Sân bay Bossangoa (IATA: BSN, ICAO: FEFS) là một sân bay ở Bossangoa, Cộng hòa Trung Phi.